# НПО «Цифровые телевизионные системы»
НПО «Цифровые телевизионные системы» — предприятие по сборке различных приборов и устройств широкого спектра назначения, от оргтехники до военного и медицинского оборудования.

## История компании
Предприятие возникло в 2007 году на базе Калининградской особой экономической зоны. Объём первичных вложений превысил 250 млн рублей.
Первоначальная концепция развития уже предусматривала выпуск ресиверов для приема цифрового спутникового и эфирного ТВ. Наряду с этим, планировалось собирать радиоэлектронику «под заказ».
2008 — начальный этап проектирования и строительства предприятия.
2008 — начало сотрудничества с ОАО «Концерн „Инновационные технологии“» (торговая марка «General Satellite»).
2009 — премии «Калининградский бренд — 2008» (номинация «Лучшие инновации»).
2009 — запуск завода НПО «Цифровые телевизионные системы».
2010 — начало партнерских отношений с Samsung Electronics.
Предприятие наращивало мощности. Уже в 2010 году суточная пропускная способность сборочных линий составляла 3 тысячи плат. Производительность автомонтажа — 25000 компонентов / час, производительность ручной сборки — 60000 компонентов / час.
Как заявил А. Ткаченко, Президент Ассоциации «Корпорация Дженерал Сателайт», завод может произвести любое оборудование — от телевизора вплоть до сотовых телефонов и наладонников с приемом ГЛОНАСС — был бы заказ. При этом, исходные компоненты для сборки предоставляет заказчик.

## Цифровизация российского телевидения
Одним из наиболее амбициозных проектов, в которых участвует НПО «ЦТС», является цифровизация российского телевидения. В частности, между руководством предприятия и администрацией Калининградской области в феврале 2010 года было подписано соглашение о взаимодействии сторон, целью которого является «достижение к 2015 году полного охвата населения Калининградской области цифровым вещанием и запуск двух общедоступных пакетов каналов».
«То, что здесь появилось предприятие, а руководство области создало ему все условия для производства и взяло на себя мероприятия по снижению цены на приёмник для малообеспеченных жителей региона, дало нам возможность без увеличения федеральных расходов включить в программу вне плана Калининград», — заметил Сергей Иванов, посетивший завод вместе с губернатором Калининградской области Г. Боосом и министром связи И. Щеголевым.